# Mollens
Mollens foi uma comuna da Suíça, no Cantão Valais, com cerca de 805 habitantes. Estendia-se por uma área de 32,76 km², de densidade populacional de 25 hab/km². Confinava com as seguintes comunas: Inden, Lenk im Simmental (BE), Leukerbad, Miège, Randogne, Salgesch, Varen, Venthône. 
A língua oficial nesta comuna era o Francês.

## História
Em 1 de janeiro de 2017, passou a formar parte da comuna de Crans-Montana.